# Erich von Diller
Erich svobodný pán von Diller (německy Erich Heinrich Friedrich Wilderich Freiherr von Diller; 12. července 1859 Vídeň – 17. listopadu 1926 Branky) byl rakousko-uherský generál. Po studiích práv pracoval původně jako státní úředník, později vstoupil do armády. Na začátku první světové války dosáhl hodnosti generálmajora. V letech 1916–1917 byl místodržitelem v Haliči, poté byl penzionován. Zbytek života strávil v soukromí na zámku Branky na Moravě, který koupil v roce 1916.

## Životopis

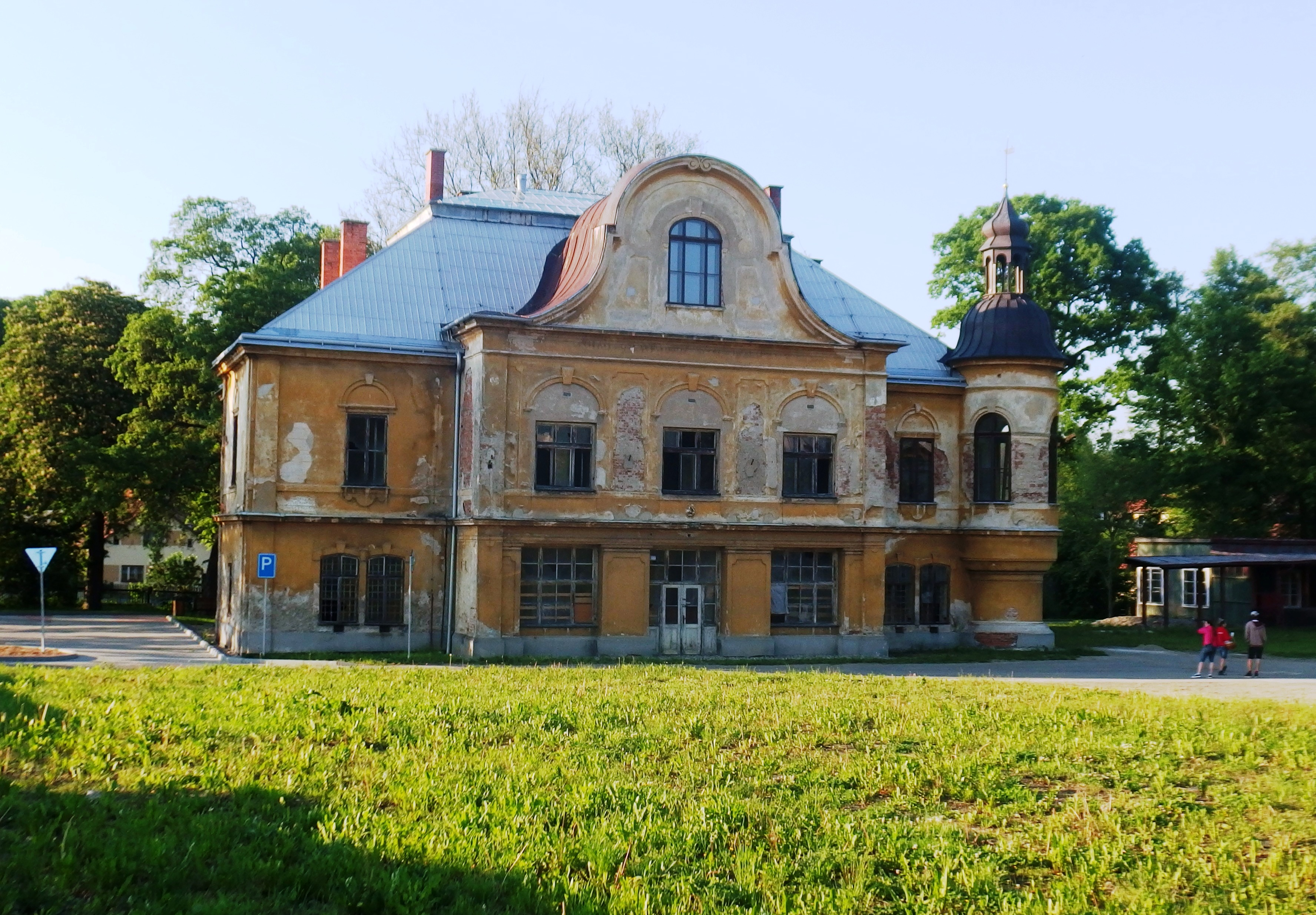
Zámek Branky, majetek Ericha Dillera od roku 1916

Pocházel z rakouské rodiny povýšené v roce 1806 do stavu svobodných pánů, narodil se jako mladší syn c. k. majora barona Georga Dillera (1818–1864). Mimo jiné byl synovcem polního maršála Heinricha Hesse (1788–1870) a část rodiny užívala jméno Hess-Diller. Erich studoval práva v Lipsku a ve Vídni, poté vstoupil do státních služeb, začínal jako konceptní praktikant u moravského místodržitelství v Brně. Souběžně sloužil v armádě, kde rychle postupoval v hodnostech (major 1902, podplukovník 1907, plukovník 1910), sloužil u vojenských posádek mimo jiné v Olomouci a ve Vyškově. Na počátku první světové války byl povýšen do hodnosti generálmajora (1914) a v letech 1915–1916 byl vojenským guvernérem ve východním Polsku se sídlem v Lublini. V roce 1915 byl zároveň jmenován c.k. tajným radou. Svou kariéru zakončil jako místodržitel v Haliči (1916–1917). K datu 1. dubna 1917 byl v armádě penzionován a v roce 1917 byl jmenován doživotním členem panské sněmovny, za zásluhy byl nositelem Řádu železné koruny III. třídy (1915) a velkokříže Řádu Františka Josefa (1916).
V roce 1916 koupil na Valašskomeziříčsku velkostatek Branky se zámkem, kde se po první světové válce jeho rodina usadila. Krátce poté ale Diller začal prodávat části velkostatku, ve finanční tísni krátce před smrtí s povolením Státního památkového ústavu prodal vzácnou rytinu Rytíř, smrt a ďábel od Albrechta Dürera.
Jeho manželkou byla Elise Offermannová (1859–1929), dcera významného brněnského průmyslníka Karla Offermanna (1820–1894). Vzali se v Brně v roce 1885 a měli spolu tři děti. Syn František Josef (1887–1946) sloužil v rakousko-uherské armádě a poté žil v soukromí; ve 30. letech 20. století se oženil s Gertrud Skutetzkou, ovdovělou von Doblhoff, babičkou vídeňského arcibiskupa Christopha Schönborna. Starší dcera Alžběta (1885–1944) zahynula na konci druhé světové války při náletu ve Vídni, mladší dcera Marie Gisela (1888–1932) byla čestnou dámou Ústavu šlechtičen ve Štýrském Hradci.